# 오이카와 고시로
오이카와 고시로(일본어: 及川古志郞, 1883년 2월 8일 ~ 1958년 5월 9일)는 제2차 세계 대전 당시, 일본제국 해군의 제독이다.

## 생애
오이카와는 니가타현 고시 군에서 태어난 뒤 이와테현의 모리오카시로 옮겨 나리오카 중학교를 졸업한 인물로, 해군병학교 출신이다. 러일 전쟁 당시, 지요다 호에 승선해 전투에 참가한 후, 1915년부터 1922년까지 동궁 무관으로 근무했다.
1923년 해군 대좌로 승진 후 경순양함 함장 및 군령부작전과장으로 취임했다. 그 후 1928년 소장으로 진급 후 수비참모, 군령부 제1반장, 제1항공전대사령장관, 해군병학교장을 역임하고 1933년 해군 중장으로 진급 후에 1935년 해군항공본부장에 취임하였다.
1938년 4월 25일에는 중일 전쟁 발발로 제3함대가 편성되었고, 오이카와는 지나방면함대사령장관을 겸임하며, 이노우에 시게요시(井上成美) 참모장이 오이카와의 배하에서 근무하였다. 1939년 해군 대장으로 승진 후 다음 해 요코스카 수비 사령장관이된다.
1941년 10월 18일 해군상을 사임 후 군사 참모관, 해상호위총사령부장관, 군령부총장 등을 역임했다. 1945년 9월 5일 퇴역 후에는 취미인 한학과 고서 수집에 열중했다.
참모장 이노우에 시게요시가 본 오이카와는 논리적인 학자 유형의 장군으로, 평시에는 몰라도 전시에는 냉정한 판단을 내리기 힘든 우유부단한 장군이라고 신랄하게 비평했다.